# 1813 en musique
| \| • Retour à la chronologie générale de la musique populaire • \| |
| XXIe siècle • XXe siècle • XIXe siècle • XVIIIe siècle XVIIe siècle • XVIe siècle • XVe siècle • XIVe siècle XIIIe siècle • XIIe siècle • XIe siècle • Xe siècle IXe siècle • VIIIe siècle • Haut Moyen Âge • Rome • Grèce |
| • Retour à la chronologie générale de la musique populaire • |

| • Retour à la chronologie générale de la musique populaire • |

| Années de la musique populaire : 1810 - 1811 - 1812 - 1813 - 1814 - 1815 - 1816    |
| Décennies de la musique populaire : 1780 - 1790 - 1800 - 1810 - 1820 - 1830 - 1840 |

## Événements et œuvres
- Ludwig van Beethoven dans La Victoire de Wellington introduit trois thèmes populaires : Malbrough s'en va-t-en guerre pour symboliser la France, Rule, Britannia! et God save the King pour symboliser l'Angleterre, ainsi que 193 coups de canon.
- Pierre-Joseph Charrin crée la goguette les Soupers de Momus.
- La revue musicale parisienne, La Lyre moderne, publie « Les beaux jours de Séville, collection des meilleurs airs nationaux espagnols, avec accompagnement de guitare, de piano ou de harpe », avec les deux premiers zortzikos pour représenter la Biscaye.

## Naissances
- 9 octobre : Félix Astol Artés, musicien et compositeur espagnol, mort en 1901.